# Jurinella baoruco
Jurinella baoruco là một loài ruồi trong họ Tachinidae.